# Steve Schirripa
Steven Ralph "Steve" Schirripa (n. 1 august 1958, New York City, New York, SUA) este un actor american de film.

## Filmografie
- Năzdrăvanii din pădure 2 (2008)